# Gut Engelrading
Das Gut Engelrading ist eine ehemalige Burganlage im Kreis Borken. Sie befindet sich im Borkener Ortsteil Marbeck und wird erstmals 1316 urkundlich als Burg des Ritters Goswin von Gemen erwähnt.

## Geschichte
Die Burg ist ursprünglich als Grenzburg der Herren von Gemen gegen die Herren von Heiden angelegt worden. Aus dem Jahr 1316 ist Goswin von Engelrading, genannt von Gemen,  als Besitzer überliefert. Vor 1333 scheinen aber die Herren von Heiden in den Besitz der Burg gelangt sein, da sie damals schon als in der Gemeinde Borken ansässig galten.  Ungefähr 1381 wurde die Burg von Bischof Heidenreich von Münster belagert und zerstört. 1490 wurde ein Wennemar von Heiden als Burgherr genannt. Arnold von Heiden veräußerte das Gut im Jahre 1638 an Alexander von Velen zu Raesfeld und an dessen Vetter, den Freiherrn Dietrich von Velen zu Velen. Im Jahre 1698 wurde es für 24.000 Reichstaler an Christoph Alexander von Velen verkauft. Zu Beginn des 18. Jahrhunderts war das Anwesen so verfallen, dass es zwischen 1704 und 1732 fast gänzlich neu wieder aufgebaut werden musste. Das Haupthaus des Guts stammt etwa von 1707, wie eine Inschrift über dem Kamin aufzeigt. 1932 wurde das Gut von dem Grafen Landsberg-Velen an die Witwe des Fabrikanten Wilhelm Essing verkauft.
Heute ist Familie Korte im Besitz des Denkmalgeschützten Anwesen.

## Beschreibung
Die Burg dürfte ursprünglich die Gestalt einer Motte besessen haben, wie die im Urkataster noch erkennbare, ursprüngliche Gestalt der Burginsel nahelegt. Nördlich schließt sich eine Vorburg an, auf der heute das Herrenhaus und zwei Nebengebäude stehen. Heute ist von der Befestigung nur noch eine hufeisenförmige, von Nordwesten nach Südosten ausgerichtete Wallanlage ohne Gräben vorhanden. Das bestehende Herrenhaus ist ein langgestreckter, eingeschossiger Bruchsteinbau. Östlich von ihm steht ein Stall auf älteren Fundamenten. Nordwestlich des Hauptgebäudes steht ein Schuppen, der im Kern deutlich älter als die übrigen Bauten sein dürfte, da sein Keller aus großformatigen Ziegelsteinen errichtet ist. In der Nordwand sind zwei steinerne Kanonenkugeln eingemauert. In der näheren Umgebung von Engelrading sind noch mehrere Wallreste unbekannten Ursprungs sichtbar.